# Mark Henderson
Mark Henderson (Estados Unidos, 14 de noviembre de 1969) es un nadador estadounidense retirado especializado en pruebas de estilo mariposa y estilo libre, donde consiguió ser campeón olímpico en 1996 en los 4 x 100 metros estilos.

## Carrera deportiva
En los Juegos Olímpicos de Atlanta 1996 ganó la medalla de oro en los relevos de 4 x 100 metros estilos, con un tiempo de 3:34.84 segundos que fue récord del mundo, por delante de Rusia y Australia (bronce); además ha ganado el oro en el campeonato mundial de piscina larga de Perth 1991 y Roma 1994 en la misma prueba.